# Saint-Saphorin
Saint-Saphorin, officiellt namn Saint-Saphorin (Lavaux), är en ort och kommun i distriktet Lavaux-Oron i kantonen Vaud, Schweiz. Kommunen har 388 invånare (2023).